# 姜諧潾
姜諧潾（韩语： Kang Hae Rin，2006年5月15日—），藝名Haerin，韓國女歌手，生於首爾，現為女子團體NewJeans 成員。

## 演藝生涯
2022年7月22日，ADOR公佈Haerin為NewJeans的成員之一。8月1日，以專輯《New Jeans》正式出道。

## 創作作品
| 發行日期     | 歌曲名稱      | 收錄專輯   | 作詞 | 作曲 | 歌曲編號 |
| ------------ | ------------- | ---------- | ---- | ---- | -------- |
| 2023年7月5日 | 〈New Jeans〉 | 《Get Up》 |      |      |          |